# Тернер, Фёдор Густавович
Фёдор Густавович Тернер (12 октября 1828 — 7 августа 1906) — русский государственный деятель, член Государственного совета и сенатор, действительный тайный советник (с 1898).

## Биография
Из дворян. Сын доктора медицины Густава-Карла Даниловича Тернера. Учился в пансионах мадам Курвоазы и Геккера при Анненской лютеранской церкви. Затем окончил 2-ю Санкт-Петербургскую гимназию (1846) и камеральное отделение юридического факультета Императорского Санкт-Петербургского университета (1850) 1-м кандидатом. В 1851 году вступил на службу в Министерство иностранных дел переводчиком.
В 1856 году назначен секретарем экспедиции церемониальных дел при особой канцелярии Министерства Императорского Двора, в 1859 — причислен к канцелярии Кавказского и Сибирского комитетов для занятий по статистической части.
В феврале 1862 года переведён в Министерство финансов чиновником особых поручений. В 1863 году командирован в Германию для изучения работы прусских таможен; по возвращении назначен в комиссию для пересмотра проекта таможенного устава.
В 1864 году назначен совещательным членом статистического совета при МВД и вскоре также вице-директором Департамента внешней торговли Министерства финансов. Командирован в Париж для изучения вопроса о способе оценки привозимых из-за границы товаров. По приезде из Франции направлен на статистический конгресс во Флоренцию.
В 1865—1866 годах преподавал статистику и политэкономию наследнику престола Великому князю Александру Александровичу.
В 1866 году состоял членом комиссии для подготовки к участию России в Парижской всемирной выставке.
В 1869 году командирован в Египет на открытие Суэцкого канала. В 1871 году избран почётным членом Санкт-Петербургского статистического комитета. С 1872 года состоял членом Совета министра финансов. В 1875 году в качестве представителя России участвовал в Вене в работе российско-австро-венгерской конференции по вопросу заключения торгово-таможенных соглашений.
В 1880 году назначен директором Департамента государственного казначейства. В 1881 году принимал участие в Парижской конференции по вопросам установления постоянного и одинакового соотношения между ценами на золото и серебро и о введении в общее международное употребление биметаллизма. С сентября 1881 по май 1882 находился в командировке в Константинополе в качестве уполномоченного от Министерства финансов для участия в переговорах с турецким правительством о денежном вознаграждении за русско-турецкую войну 1877—1878 гг. В 1885 году утвержден в качестве директора дамского тюремного комитета, а в 1886 — назначен председателем попечительного комитета клинического института великой княгини Елены Павловны.
В 1887—1892 годах — товарищ министра финансов (при министре И. А. Вышнеградском).
В сентябре 1892 года был назначен сенатором, присутствующим в 1-м Департаменте Сената. С января 1896 года состоял членом Государственного совета по Департаменту государственной экономии; в 1906 году, после реформирования Государственного совета, был председателем 2-го Департамента.
Удостоен ряда высших российских орденов, до ордена Св. Владимира 1-й степени включительно.
Умер 7 августа 1906 года, похоронен на Волковом лютеранском кладбище Санкт-Петербурга.
Был известен своими работами по земельным вопросам: «Государство и землевладение», «Общинное владение и частная собственность», «Крестьянские платежи и способы их взыскания», «Крестьянское законодательство и его движение за последние 10 лет», «Дворянство и земледелие» и др.

## Оценки современников
статс-секретаря А. А. Половцова:

Тернер безукоризненно честный человек … начитанный, но весьма ограниченный чиновник. 

Тернер был такой человек, которого нельзя было не уважать; это был человек высоких принципов, человек образованный. Замечательно, что, несмотря на то, что он носил фамилию Тернер (отец его был лютеранин, наверное не знаю, но чуть ли и он сам не родился лютеранином, а только потом сделался православным), но он был ярым православным, писал различные богословские трактаты… Вообще он был крайне богомолен, даже был ханжой. Тернер очень много читал, но был человеком крайне ограниченным. И именно не по моральным своим свойствам, а по свойствам своей ограниченности он несколько менял свои убеждения, если его непосредственный начальник, которому он доверял, держался других взглядов, нежели те, которых ранее придерживался Тернер… Тернер любил очень много писать, но все, что он писал, было бесцветно. Тем не менее, как я уже говорил, это был редкий человек, это был человек замечательно порядочный, честный и благородный; все относились к Тернеру с большим уважением. Но в наследство он получил тупой немецкий ум.— Витте С. Ю. 1849—1894: Детство. Царствования Александра II и Александра III, глава 14 // Воспоминания. — М.: Соцэкгиз, 1960. — Т. 1. — С. 287. — 75 000 экз.

## Награды
Ордена и знаки
- знак отличия за введение в действие Положения 19 февраля 1861 года (1863)
- орден Святого Владимира 3-й степени (12.07.1868)
- орден Святого Станислава 1-й степени (17.04.1870)
- орден Святой Анны 1-й степени (15.12.1872)
- орден Святого Владимира 2-й степени (01.01.1880)
- орден Белого орла (04.06.1882)
- орден Святого Александра Невского (09.04.1889)
- бриллиантовые знаки ордена Святого Александра Невского (11.01.1901)
- знак отличия беспорочной службы за L лет (22.08.1905)
- орден Святого Владимира 1-й степени (01.01.1906)

Медали
- темно-бронзовая медаль в память войны 1853—1856 годов (1856)
- серебряная медаль в память царствования императора Александра III (1896)
- серебряная медаль в память коронации императора Николая II (1896)
- серебряная медаль в память царствования императора Николая I (1896)
- Высочайшие благоволения и благодарности (1856, 1868, 1873, 1883, 1886, 1891, 1903)

Иностранные
- орден Пия IX, кавалерский крест (Папский престол, 09.02.1857)
- орден Изабеллы Католички, кавалерский крест (Испания, 16.10.1857)
- орден Святых Маврикия и Лазаря, командорский крест (Италия, 02.12.1867)
- орден Красного орла 2-й степени со звездой (Пруссия, 08.07.1872)
- орден Франца-Иосифа I, большой крест (Австро-Венгрия, 13.09.1876)
- орден Меджидие 1-й степени (Турция, 02.06.1882)